# Cova dels Ermitons
La cova dels Ermitons és un jaciment arqueològic de l'època romana que es troba a Sales de Llierca (la Garrotxa), declarada Bé cultural d'interès local.
És un dels jaciments arqueològics més rellevants de la comarca. El jaciment és vora la riera de Sant Aniol, en el terme de Sales de Llierca, a 400 msnm. L'obertura és molt regular i arquejada, i la llargada de la cova és d'uns 70 m. assolint amb un desnivell d'11m. El substrat geològic de la cova consta d'una successió de set estrats dins dels quals hi ha restes prehistòriques de diferents èpoques.
La cova va ser explorada en primera instància pel Dr. Joaquim Danés, el qual entre el 1933 i 1934 hi realitza una petita excavació i recull materials post-paleolítics. L'any 1969 es torna a treballar als Ermitons, per un equip format per R. Sala, J., Vallespí, J. Martínez i el Dr. Oliva, que va excavar els nivells més posteriors. L'any 1970 les Drs Muñoz i M. Pericot de l' Institut d'Arqueologia i Prehistòria de la Universitat de Barcelona visiten la cova i decideixen fer una excavació sistemàtica a la zona dreta de l'entrada, la qual continuarà fins a l'any 1971. Posteriorment, diversos grups i investigadors realitzen anàlisis i estudis sobre les restes del jaciment. A partir de 1994 i fins al 2011 la Universitat de Girona sota la direcció de Julià Maroto i David Ortega va dur a terme excavacions emmarcades dins del projecte d'investigació “El paleolític mitjà al nord-est de Catalunya”.

## Troballes
L'estrat I és molt discontinu i de poc gruix, es presenta alterat per l'acció clandestina. Ha proporcionat molt pocs elements arqueològics que corresponen a una barreja de diferents períodes.
L'estrat II, del qual s'ha excavat una part reduïda. L'any 2005 es va localitzar una fossa/sitja que es va continuar excavant durant la campanya 2010-2011, i que ha proporcionat materials de cronologia del bronze final. Aquesta s'hauria utilitzat per a l'emmagatzematge de granes i altres productes vegetals. Pel que fa a la indústria lítica s'han recuperat algunes ascles de sílex. Destaca la presència reduïda d'indústria mosteriana, segurament procedent de l'estrat inferior, incorporats a aquest en excavar la sitja. La representació faunística és molt abundant: S'hi han recuperat diferents espècies com ovicàprids, suids i úrsids.
L'estrat III, ha proporcionat escàs material arqueològic, alguns fragments de ceràmica del Neolític antic, poques peces lítiques i abundant fauna salvatge. Les dades d'aquest estrat són insuficient per poder determinar la cronologia.
L'estrat IV, correspon al Paleolític mitjà final i mosterià tardà, entre el 40.000 o 45.000 BP. Es tracta d'un nivell amb ocupacions humanes puntuals de curta durada on abunden les restes faunístiques d'os de les cavernes i restes de cabra pirenaica. La indústria lítica és molt escassa, i està feta sobre quars, sílex i corniana.
L'estrat V es caracteritza per una indústria lítica d'útils retocats, fabricats en quars, sílex, corniana, quarsita i roques filoniana. Destaca la presència d'útils de paleolític superiors com raspadors, abruptes i una punta de châtelperronià en quarsita. La fauna està representada per la cabra pirenaica i algunes restes de carnívors com úrsids. L'estrat està datat entre 40.000 i
30.000 BP.
L'estrat VI proporciona abundant restes lítiques amb un predomini de l'ús de les matèries locals per explotar. El sistema de talla és el levallois, tot i que també és present el discoïdal. Els útils més representats són els denticulats, però destaca la presència d'útils del Paleolític superior, que daten l'estrat en un estadi final del Paleolític mitjà.
L'estrat VII és estèril.